# Paweł Antoni Białobłocki
Paweł Antoni Białobłocki herbu Białynia – wicewojewoda pomorski w latach 1683–1689, pisarz grodzki pomorski w latach 1659–1680, pisarz ziemski pomorski w latach 1667–1689, ławnik tczewski w latach 1642–1667, pisarz grodzki wałecki w 1653 roku.
Poseł sejmiku generalnego pruskiego na sejmy 1650, 1654 (I) (sejm zerwany przez niego), 1654 (II), 1655, 1658, 1661, 1662, 1664/1665, 1668 (I), sejm abdykacyjny 1668 roku. Poseł na sejm 1653 roku z województwa pomorskiego. Poseł powiatów gdańskiego i tczewskiego województwa pomorskiego na sejm wiosenny 1666 roku.
Poseł na sejm konwokacyjny 1668 roku z powiatów: gdańskiego i tczewskiego. Jako poseł na sejm elekcyjny 1669 roku z województwa pomorskiego był elektorem Michała Korybuta Wiśniowieckiego z województwa pomorskiego w 1669 roku. Poseł na sejm nadzwyczajny 1670 roku z województwa malborskiego. W 1674 roku był elektorem Jana III Sobieskiego i posłem na sejm elekcyjny z województwa pomorskiego. Poseł powiatu tczewskiego na sejm koronacyjny 1676 roku. Poseł sejmiku starogardzkiego na sejm 1677 roku, sejm 1678/1679 roku, sejm 1681 roku, sejm 1683 roku, sejm 1685 roku, sejm 1690 roku.